# Giwat ha-Perachim
Giwat ha-Perachim (Wzgórze HaPrakhim) – osiedle mieszkaniowe w Tel Awiwie, znajdujące się na terenie Dzielnicy Drugiej.

## Położenie
Osiedle leży na nadmorskiej równinie Szaron. Jest położone w północno-wschodniej części aglomeracji miejskiej Tel Awiwu, na północ od rzeki Jarkon. Południową granicę osiedla stanowi ulica Avraham Shlonsky, za którą jest osiedle Ne’ot Afeka. Po wschodniej stronie za ulicą Pinhas Rosen jest osiedle Rewiwim. Północną i zachodnią granicę wyznacza ulica HaRav Gliksberg, za którą znajduje się osiedle Ne’ot Afeka.

## Historia
Budowa osiedla rozpoczęła się w latach 60. XX wieku.

## Architektura
Zabudowa osiedla składa się z wieżowców wybudowanych z "wielkiej płyty". Z większych budynków znajduje się tutaj wieżowiec Veinshell 12 o 18 kondygnacjach. Tuż obok są 15-piętrowe wieżowce 22 Rubin Street i 6 Marsel Yanko.

## Transport
Główną ulicą osiedla jest droga nr 482  (Tel Awiw-Herclijja). Jadąc nią na północ dojeżdża się do autostrady nr 5  (Tel Awiw-Ari’el).